# Avi'ezer
Avi'ezer (hebrejsky אֲבִיעֶזֶר, v oficiálním přepisu do angličtiny Avi'ezer) je vesnice typu mošav v Izraeli, v Jeruzalémském distriktu, v Oblastní radě Mate Jehuda.

## Geografie
Leží v nadmořské výšce 405 metrů na pomezí zemědělsky využívané pahorkatiny Šefela a západních svahů Judských hor, v údolí potoka Nachal ha-Ela, do kterého tu na jižní straně od vesnice přitéká vádí Nachal Ecjona, na severní straně Nachal Sansan.
Obec se nachází 38 kilometrů od břehu Středozemního moře, cca 50 kilometrů jihovýchodně od centra Tel Avivu, cca 23 kilometrů jihozápadně od historického jádra Jeruzalému a 7 kilometrů jižně od Bejt Šemeš. Avi'ezer obývají Židé, přičemž osídlení v tomto regionu je etnicky převážně židovské. Mošav je situován 3 kilometry od Zelené linie, která odděluje Izrael v jeho mezinárodně uznávaných hranicích od území Západního břehu Jordánu. Počátkem 21. století byly přilehlé arabské (palestinské) oblastí Západního břehu od Izraele odděleny pomocí bezpečnostní bariéry. Za Zelenou linií se ale v přilehlé části Západního břehu nachází i kompaktní blok židovských osad Guš Ecion včetně velkého města Bejtar Ilit.
Avi'ezer je na dopravní síť napojen pomocí lokální silnice číslo 367.

## Dějiny
Avi'ezer byl založen v roce 1958. Novověké židovské osidlování tohoto regionu začalo po válce za nezávislost tedy po roce 1948, kdy Jeruzalémský koridor ovládla izraelská armáda a kdy došlo k vysídlení většiny zdejší arabské populace.
Mošav byl zřízen 8. dubna 1958 na svátky Pesach. Jeho zakladateli byla skupina Židů z Íránu. Ti se zde ale neudrželi a vesnice byla dosídlena Židy z jižní Indie (z okolí města Kočin). Vesnice je napojena na nábožensky orientovanou sionistickou organizaci ha-Po'el ha-mizrachi. Šlo o součást regionálního osidlovacího programu Chevel Adulam.
Zpočátku se vesnice pracovně nazývala Adulam 9 (עדולם 9). Pak byla pojmenována podle Aviezera Zigmonda Gestetnera, který byl předsedou Židovského národního fondu ve Velké Británii.

## Demografie
Podle údajů z roku 2014 tvořili naprostou většinu obyvatel v Avi'ezer Židé (včetně statistické kategorie „ostatní“, která zahrnuje nearabské obyvatele židovského původu ale bez formální příslušnosti k židovskému náboženství).
Jde o menší obec vesnického typu s dlouhodobě rostoucí populací. K 31. prosinci 2014 zde žilo 801 lidí. Během roku 2014 populace stoupla o 4,8 %.
| Rok            | 1961 | 1972 | 1983 | 1995 | 2001 | 2003 | 2004 | 2005 | 2006 | 2007 | 2008 | 2009 | 2010 | 2011 | 2012 | 2013 | 2014 |
| -------------- | ---- | ---- | ---- | ---- | ---- | ---- | ---- | ---- | ---- | ---- | ---- | ---- | ---- | ---- | ---- | ---- | ---- |
| Počet obyvatel | 185  | 227  | 239  | 386  | 489  | 496  | 513  | 505  | 546  | 552  | 561  | 556  | 623  | 661  | 742  | 764  | 801  |